# Teatre de pantomima de Kaunas
El Teatre de pantomima de Kaunas (en lituà: Kauno pantomims Teatras) és el dedicat a la pantomima teatral a la ciutat de Kaunas, Lituània. El teatre va ser fundat el 1968 pel que va ser el seu director artístic Kestutis Adomaitis (1948-1996). El municipi de Kaunas va contribuir a partir de l'any 2003. És l'únic grup de teatre professional lituà amb un repertori dedicat només a aquest gènere. El teatre fa gires i participa en festivals internacionals en diversos països com: Alemanya, Rússia, Romania, Letònia, Síria, Jordània, la Xina, Moldàvia, Ucraïna, Belarús, Polònia, Dinamarca.